# Mirsad Baljić
Mirsad Baljić (Szarajevó, 1962. március 4. –) olimpiai bronzérmes jugoszláv válogatott bosnyák labdarúgó, hátvéd.

## Pályafutása

### Klubcsapatban
Az FK Sarajevo korosztályos csapatában kezdte a labdarúgást. 1979 és 1988 között a Željezničar labdarúgója volt. 1988 és 1992 között az FC Sion, 1992–93-ban az FC Zürich, 1994-ben az FC Luzern játékosa volt.

### A válogatottban
1984 és 1990 között 29 alkalommal szerepelt a jugoszláv válogatottban és három gólt szerzett. Részt vett az 1984-es franciaországi Európa-bajnokságon. Az 1984-es Los Angeles-i olimpián bronzérmet szerzett a csapattal. Tagja volt az 1990-es olaszországi világbajnokságon részt vevő csapatnak.

## Sikerei, díjai
Jugoszlávia
- Olimpiai játékok
  - bronzérmes: 1984, Los Angeles

 FC Sion
- Svájci bajnokság
  - bajnok: 1991–92
- Svájci kupa
  - győztes: 1991